# 인천영선초등학교
인천영선초등학교는 대한민국 인천광역시 부평구에 있는 공립 초등학교이다.

## 학교 연혁
- 2005년 10월 4일 인천영선초등학교로 개교하였다. 2006년 2월 15일 제1회 졸업식을 통해 76명의 졸업생을 배출하였다. 2006년 8월 27일 여자 배구 육성 학교로 지정되었으며, 2007년 3월 30일 제36회 소년체전 인천대표 선발전 여자배구 우승을 차지하였다. 2008년 12월 10일 북부교육청 학교평가 우수교에 선정되었다. 2009년 3월 30일 인천광역시소년체육대회에서 배구부가 3년 연속 우승을 차지하였으며, 2009년 6월 14일 제12회 인천광역시북부교육청교육장배 초등학교 수영대회에서 남, 여 종합 1위를 차지하였다.

## 참고 자료
- 인천영선초등학교 - 한국교육학술정보원 학교알리미